# Grannen-Ruchgras
Das Grannen-Ruchgras (Anthoxanthum aristatum), auch Gegranntes Ruchgras genannt, ist eine Art der Gattung der Ruchgräser aus der Familie der Süßgräser.

## Beschreibung
Das Grannen-Ruchgras ist ein einjähriges, büschelig wachsendes Gras. Die Halme sind 6 bis 40 Zentimetern lang, verzweigt, schlank, glatt und kahl und bilden vier bis fünf Knoten. Die Blattscheiden sind kahl, die unteren selten auch behaart, an der Öffnung findet man ein Büschel mit 1 bis 2 Millimeter langen Haaren. Das Blatthäutchen bildet einen 1,5 bis 3 Millimeter langen, häutigen Saum. Die Blattspreite wird 1 bis 6 Zentimeter lang und 1 bis 3 selten bis 5 Millimeter breit. Sie ist flach-ausgebreitet, auf der Oberseite kahl oder zerstreut behaart und an den Rändern rau.

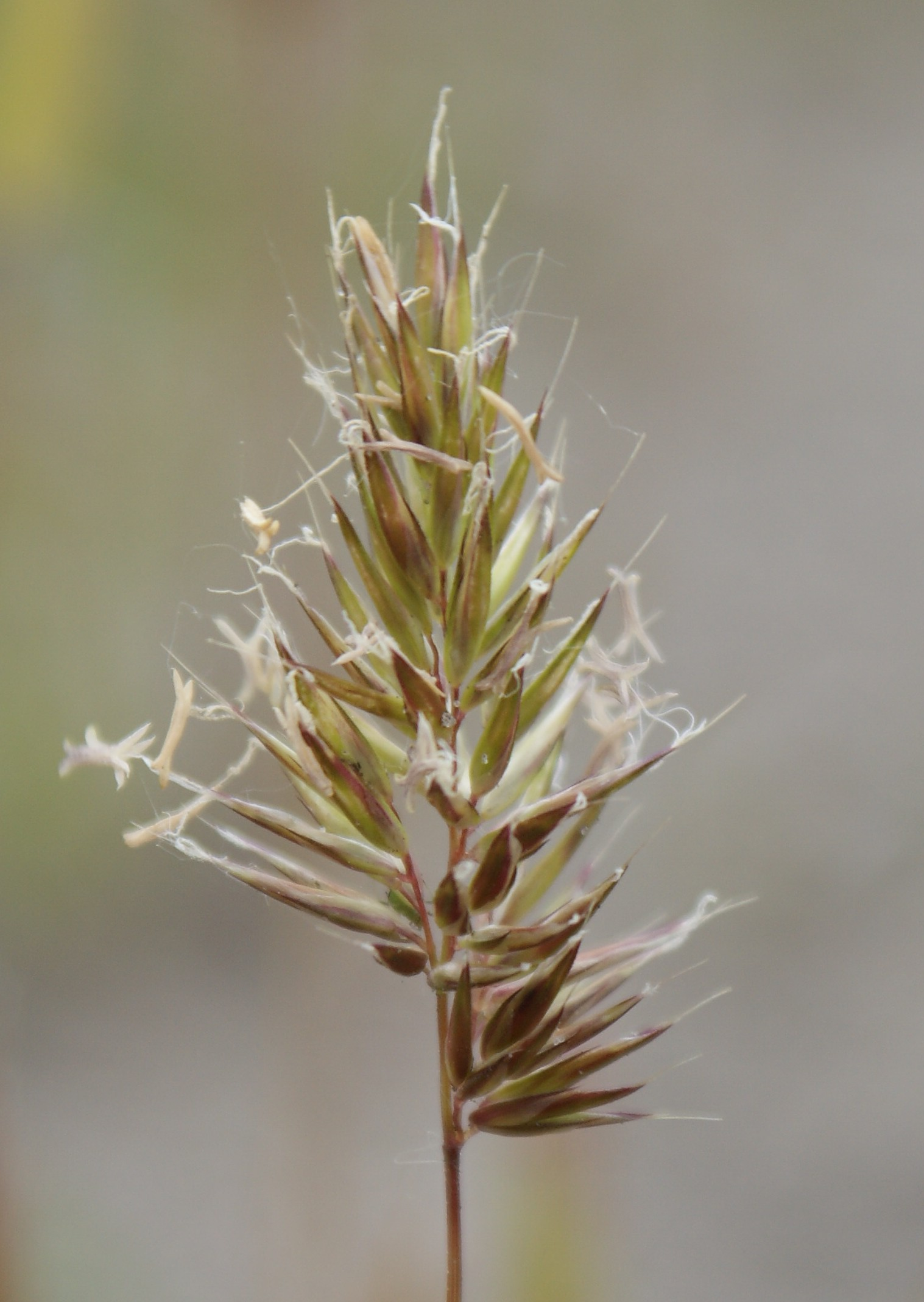
Blütenstand

Die dichte und zusammengezogene Rispe wird 1 bis 5 Zentimeter lang und 8 bis 15 Millimeter breit. Die breit-lanzettlichen, 5 bis 9 Millimeter langen Ährchen sind dreiblütig und zerfallen in der Reifezeit, so dass alle drei Blüten gemeinsam aus den Hüllspelzen fallen. Die beiden unteren Blüten sind steril, nur das oberste ist fruchtbar. Die häutigen Hüllspelzen sind untereinander sehr ungleich, eiförmig, spitz oder in einer kurzen Grannenspitze auslaufend, gekielt, kahl nur auf dem Kiel rau. Die untere Hüllspelze ist einnervig und 3 bis 4 Millimeter lang. Die obere ist dreinervig und 5 bis 9 Millimeter lang.
Die Deckspelzen der beiden sterilen Blüten sind länglich, braun, häutig, 3 bis 4 Millimeter lang, am oberen Ende gerundet oder gekerbt und gezähnelt. Die untere Deckspelze ist fünfnervig mit einer 4 bis 5 Millimeter langen Granne, die obere Deckspelze ist viernervig mit einer 6 bis 10 Millimeter langen, geknieten, und im unteren Teil gedrehten Granne. Die Vorspelze fehlt. Die Deckspelze des fruchtbaren Blütchens ist fünfnervig, 1,6 bis 2,0 Millimeter lang, eiförmig, ganzrandig, glatt, glänzend und kahl. Die Vorspelze ist einnervig, 1,5 bis 1,8 Millimeter lang, eiförmig und schmal-abgerundet. Es werden zwei Staubblätter von einer Länge von 2,5 bis 3,5 Millimeter gebildet. Blütezeit ist zwischen Mai und Juni, seltener in der zweiten Generation von August bis September. Die Frucht ist etwa 2 Millimeter lang.
Die Chromosomenzahl beträgt 2n = 10.

## Verbreitung und Standortansprüche
Das natürliche Verbreitungsgebiet des Grannen-Ruchgras reicht von Afrika (Algerien, Marokko, Tunesien, Azoren, Madeira, Kanarische Inseln) über Südwesteuropa (Frankreich mit Korsika, Portugal, Spanien mit den Balearen) und Südosteuropa (Albanien, Bulgarien, die Staaten des früheren Jugoslawien und Italien mit Sardinien) bis nach Asien (Türkei). Im nördlichen Europa, in Nordamerika und Australien wurde es als Neophyt eingebürgert. In Nordwestdeutschland kommt es stellenweise häufig vor, und man findet es bis Polen und südlich bis Schlesien. In Graubünden steigt es bei Disentis bis 1250 Meter Meereshöhe auf.
Man findet das Grannen-Ruchgras in sandigen Getreidefeldern, an Wegrändern, auf Brachen und Ruderalstellen. Es bevorzugt trockene, basen- und stickstoffarme, saure Sandböden mit geringem Humusgehalt. Es ist eine Charakterart des Sclerantho-Arnoseridetum minimae aus dem Unterverband Arnoseridenion.

## Systematik und Taxonomie
Die Gattung Anthoxanthum wird der Tribus Aveneae in der Unterfamilie Pooideae zugeordnet.
Das Grannen-Ruchgras wurde 1842 von Edmond Boissier in Voyage botanique dans le midi de l'Espagne, Band 2, S. 638 als Anthoxanthum aristatum erstbeschrieben. Synonyme für Anthoxanthum aristatum Boiss. sind Anthoxanthum puelii Lecoq & Lamotte oder Anthoxanthum ovatum subsp. aristatum (Boiss.) Litard.

## Geschichte
Das Grannen-Ruchgras gehört zu den Arten, die durch Feldzüge verbreitet werden (Flora obsidionalis). Es wurde in Deutschland wahrscheinlich in den Napoleonischen Kriegen eingeschleppt. In Holland wurde die Art 1843 beobachtet, in Nordwestdeutschland erst um 1850. Um 1870 breitete es sich von der Lüneburger Heide in Deutschland in allen Richtungen aus.

## Nachweise